# Tân Định, Khánh Hòa
Tân Định là một xã thuộc tỉnh Khánh Hòa, Việt Nam.

## Lịch sử
Ngày 16 tháng 6 năm 2025, Ủy ban Thường vụ Quốc hội ban hành Nghị quyết số 1667/NQ-UBTVQH15 về việc sắp xếp các đơn vị hành chính cấp xã của tỉnh Khánh Hòa năm 2025 (có hiệu lực từ ngày 16 tháng 6 năm 2025). Trong đó, hợp nhất các xã Ninh Xuân, Ninh Quang và Ninh Bình thành xã Tân Định.

## Địa lý
Xã Tân Định có ranh giới với các xã, phường:
- Phía Bắc giáp phường Ninh Hòa và xã Hòa Trí
- Phía Nam giáp xã Nam Ninh Hòa
- Phía Đông giáp phường Hòa Thắng
- Phía Tây giáp xã Tây Ninh Hòa

Xã có diện tích 92,35 km², dân số năm 2025 là 40.481 người, mật độ dân số đạt 438 người/km².